# Jermaine Stewart
Jermaine Stewart (* 7. September 1957 in Columbus, Ohio; † 17. März 1997 Chicago, Illinois) war ein amerikanischer Popsänger. Bekannt wurde er in der zweiten Hälfte der 1980er Jahre durch Hits wie We Don’t Have to Take Our Clothes Off, Get Lucky und Don’t Talk Dirty to Me.

## Werdegang
Stewart fiel erstmals in den 1970er Jahren als Tänzer in der Fernsehsendung Soul Train auf. Später wurde er Ersatzsänger und Tänzer für verschiedene Künstler, darunter The Chi-Lites, The Staple Singers, Shalamar und Culture Club. Im Jahr 1988 hatte Stewart mit Get Lucky und Don’t Talk Dirty to Me zwei Top-Ten-Hits in Deutschland.
1988 spielte er sich selbst in der Episode Finger am Abzug der Serie Miami Vice, wo er seinen Hit Don’t Talk Dirty to Me vor den Insassen eines Gefängnisses darbietet (was zu Tumulten und zum Ausbruch von Häftlingen führt).
2003 wurde der Titel We Don’t Have to Take Our Clothes Off vom amerikanischen Sender VH1 in die Liste der 100 größten One-Hit-Wonder aufgenommen.
Jermaine Stewart starb 1997 an Leberkrebs, als Folge der Immunschwächekrankheit AIDS.

## Diskografie

### Alben
| Jahr | Titel            | Höchstplatzierung, Gesamtwochen, AuszeichnungChartplatzierungen (Jahr, Titel, Platzierungen, Wochen, Auszeichnungen, Anmerkungen) | Höchstplatzierung, Gesamtwochen, AuszeichnungChartplatzierungen (Jahr, Titel, Platzierungen, Wochen, Auszeichnungen, Anmerkungen) | Höchstplatzierung, Gesamtwochen, AuszeichnungChartplatzierungen (Jahr, Titel, Platzierungen, Wochen, Auszeichnungen, Anmerkungen) | Höchstplatzierung, Gesamtwochen, AuszeichnungChartplatzierungen (Jahr, Titel, Platzierungen, Wochen, Auszeichnungen, Anmerkungen) | Höchstplatzierung, Gesamtwochen, AuszeichnungChartplatzierungen (Jahr, Titel, Platzierungen, Wochen, Auszeichnungen, Anmerkungen) | Anmerkungen                                                                                           |
| Jahr | Titel            | DE | CH | UK | US | R&B | Anmerkungen                                                                                           |
| ---- | ---------------- | --- | --- | --- | --- | --- | --- |
| 1984 | The Word Is Out  | — | — | — | US90 (11 Wo.)US | R&B30 (24 Wo.)R&B | Erstveröffentlichung: November 1984 in Kanada als Finally erschienen Produzent: Peter Collins         |
| 1986 | Frantic Romantic | — | — | UK49 (4 Wo.)UK | US32 (25 Wo.)US | R&B31 (22 Wo.)R&B | Erstveröffentlichung: März 1986 Produzenten: Narada Michael Walden, Jellybean, Peter Collins          |
| 1988 | Say It Again     | — | — | UK32 (8 Wo.)UK | US98 (12 Wo.)US | R&B45 (11 Wo.)R&B | Erstveröffentlichung: Februar 1988 Produzenten: Clive Davis, André Cymone, Aaron Zigman, Jerry Knight |

Weitere Alben
- 1989: What Becomes a Legend Most
- 1992: Set Me Free

### Kompilationen
- 2005: Attention: A Tribute to Jermaine Stewart
- 2011: In Loving Memories of … Jermaine Stewart: His Greatest Hits

### Singles
| Jahr | Titel Album                                            | Höchstplatzierung, Gesamtwochen, AuszeichnungChartplatzierungen (Jahr, Titel, Album, Platzierungen, Wochen, Auszeichnungen, Anmerkungen) | Höchstplatzierung, Gesamtwochen, AuszeichnungChartplatzierungen (Jahr, Titel, Album, Platzierungen, Wochen, Auszeichnungen, Anmerkungen) | Höchstplatzierung, Gesamtwochen, AuszeichnungChartplatzierungen (Jahr, Titel, Album, Platzierungen, Wochen, Auszeichnungen, Anmerkungen) | Höchstplatzierung, Gesamtwochen, AuszeichnungChartplatzierungen (Jahr, Titel, Album, Platzierungen, Wochen, Auszeichnungen, Anmerkungen) | Höchstplatzierung, Gesamtwochen, AuszeichnungChartplatzierungen (Jahr, Titel, Album, Platzierungen, Wochen, Auszeichnungen, Anmerkungen) | Höchstplatzierung, Gesamtwochen, AuszeichnungChartplatzierungen (Jahr, Titel, Album, Platzierungen, Wochen, Auszeichnungen, Anmerkungen) | Anmerkungen |
| Jahr | Titel Album                                            | DE | CH | UK | US | R&B | Dance | Anmerkungen |
| ---- | ------------------------------------------------------ | --- | --- | --- | --- | --- | --- | --- |
| 1984 | The Word Is Out                                        | — | — | — | US41 (15 Wo.)US | R&B17 (19 Wo.)R&B | Dance4 (12 Wo.)Dance | Erstveröffentlichung: September 1984 Produzent: Peter Collins, Text: Greg Craig Musik: Jermaine Stewart, Julian Stewart-Lindsay |
| 1986 | We Don’t Have to Take Our Clothes Off Frantic Romantic | — | — | UK2 Gold · (23 Wo.)UK | US5 (22 Wo.)US | R&B64 (15 Wo.)R&B | Dance41 (4 Wo.)Dance | Erstveröffentlichung: 27. Mai 1986 Produzent: Narada Michael Walden Autor: Preston Glass                                        |
| 1986 | Jody Frantic Romantic                                  | — | — | UK50 (4 Wo.)UK | US42 (9 Wo.)US | R&B18 (12 Wo.)R&B | Dance9 (9 Wo.)Dance | Erstveröffentlichung: August 1986 Produzent: Narada Michael Walden Autoren: Jeffrey Cohen, J. Stewart, N. M. Walden             |
| 1987 | Don’t Ever Leave Me Frantic Romantic                   | — | — | UK76 (3 Wo.)UK | — | — | — | Erstveröffentlichung: Januar 1987 Produzent: Narada Michael Walden Autoren: Jeffrey Cohen, J. Stewart, N. M. Walden             |
| 1988 | Say It Again                                           | — | — | UK7 (12 Wo.)UK | US27 (12 Wo.)US | R&B15 (14 Wo.)R&B | — | Erstveröffentlichung: Januar 1988 Produzenten: Aaron Zigman, Jerry Knight Autoren: Walter B. Sigler, Carol Davis                |
| 1988 | Get Lucky Say It Again                                 | DE6 (19 Wo.)DE | CH6 (11 Wo.)CH | UK13 (9 Wo.)UK | — | R&B69 (8 Wo.)R&B | Dance12 (9 Wo.)Dance | Erstveröffentlichung: März 1988 Produzenten: Aaron Zigman, Jerry Knight Autoren: Errol Brown, Simon Climie                      |
| 1988 | Don’t Talk Dirty to Me Say It Again                    | DE4 (18 Wo.)DE | CH14 (7 Wo.)CH | UK61 (3 Wo.)UK | — | — | Dance13 (9 Wo.)Dance | Erstveröffentlichung: September 1988 Produzent: André Cymone Autoren: André Cymone, Jermaine Stewart                            |
| 1989 | Is It Really Love? Say It Again                        | DE41 (8 Wo.)DE | — | — | — | — | — | Erstveröffentlichung: März 1989 Produzent: André Cymone Autoren: André Cymone, Jody Watley                                      |
| 1989 | Tren de Amor What Becomes a Legend Most                | — | — | UK97 (3 Wo.)UK | — | — | — | Erstveröffentlichung: Oktober 1989 Produzenten: Phil Harding, Ian Curnow Autor: Jermaine Stewart                                |
| 1990 | Every Woman Wants To What Becomes a Legend Most        | — | — | UK95 (1 Wo.)UK | — | — | — | Erstveröffentlichung: Februar 1990 Produzent: Richard Scher Autor: Dorothy Sea Gazeley                                          |

Weitere Singles
- 1985: I Like It
- 1985: Get Over It
- 1986: Frantic Romantic
- 1988: You Promise (mit Roy Carter)
- 1989: Hot & Cold (aus dem Film Immer Ärger mit Bernie)
- 1992: Set Me Free
- 2009: Clothes Off! (Miami Starfish feat. Jermaine Stewart)

## Auszeichnungen für Musikverkäufe
| Goldene Schallplatte - Kanada - 1986: für die Single We Don’t Have to Take Our Clothes Off |

Anmerkung: Auszeichnungen in Ländern aus den Charttabellen bzw. Chartboxen sind in ebendiesen zu finden.
| Land/RegionAuszeichnungen für Musikverkäufe (Land/Region, Auszeichnungen, Verkäufe, Quellen) | Gold     | Platin | Verkäufe | Quellen         |
| -------------------------------------------------------------------------------------------- | -------- | ------ | -------- | --------------- |
| Kanada (MC)                                                                                  | Gold1    | —      | 50.000   | musiccanada.com |
| Vereinigtes Königreich (BPI)                                                                 | Gold1    | —      | 400.000  | bpi.co.uk       |
| Insgesamt                                                                                    | 2× Gold2 | —      |          |                 |